# Francesco Malacarne
Francesco Malacarne (Riva del Garda, 5 febbraio 1779 – Venezia, luglio 1855) è stato un ingegnere e inventore italiano anticipatore della fotografia. Mise a punto una tecnica - a metà strada tra la litografia e la fotografia - per riprodurre disegni e stampe su carta fotosensibile che chiamò papirografia.
Malacarne morì a Venezia nel luglio 1855, dopo lunga malattia.